# Dreamland Margate
Koordinaten: 51° 23′ 11″ N, 1° 22′ 33″ O
Dreamland Margate ist ein Freizeitpark in Margate (Kent, England,  Vereinigtes Königreich), der 1863 als Hall by the Sea eröffnet wurde.

## Geschichte
Von 1920 bis 1980 hieß der Park Dreamland. Von 1981 bis 1989 gehörte der Park den Bembom-Brüdern und wurde dadurch unter dem Namen Bembom Brothers Theme Park geführt. Seitdem wird der Park unter dem heutigen Namen geführt.
Bis Januar 2003 wurde der Park von Jimmy Godden betrieben. Danach verkaufte er den Park, wobei zunächst der Plan war, die Fläche des Parks nicht mehr für den Freizeitpark zu verwenden. 2004 wurde den Park vom Schausteller David Wallis betrieben. Anschließend ging der Park in das Eigentum von Thanet District über, die den Park restaurierten und zum 19. Juni 2015 wieder für die Öffentlichkeit eröffneten.
Am 7. April 2008 kam es zu einem Brand, bei dem die Achterbahn Scenic Railway beschädigt wurde.

## Achterbahnen
| Name             | Typ                           | Hersteller   | Eröffnungsjahr | Bemerkungen | Weblinks |
| ---------------- | ----------------------------- | ------------ | -------------- | --- | -------- |
| Busy Bee Coaster | Familienachterbahn, Big Apple | D.P.V. Rides | 2015           | Früherer Name der Bahn war Beehive Coaster. Ursprünglich wurde die Bahn zwischen 2010 und 2012 als Family Coaster in Luna Park Sunny Beach, Bulgarien, eröffnet und fuhr dort bis 2013 oder 2014. Im Jahr 2015 war sie zwischenzeitlich bereits in Dreamland Margate, damals unter dem Namen Counter Culture Caterpillar, wurde dann aber innerhalb des Parks versetzt und neu eröffnet. |          |
| Rock 'n' Roller  | Familienachterbahn            | I.E. Park    | 2023           | Ursprünglich 2005 als Cliffhanger in Blackgang Chine eröffnet und fuhr dort bis 2022. |          |
| Scenic Railway   | Holzachterbahn                | unbekannt    | 1920           | Siehe Hauptartikel. |          |

### Ehemalige Achterbahnen
| Name              | Typ                                 | Hersteller                  | Eröffnungsjahr   | Schließungsjahr   | Bemerkungen | Weblinks |
| ----------------- | ----------------------------------- | --------------------------- | ---------------- | ----------------- | --- | -------- |
| Big Apple         | Familienachterbahn, Big Apple       | Pinfari                     | 1986 oder früher | 1994              | |          |
| Blue Coaster      | Familienachterbahn                  | L&T Systems                 | 2001             | 2003              | Befand sich anschließend von 2004 bis höchstens 2017 in Digital Land, Saudi-Arabien, und befindet sich seit 2017 in Boys Land, ebenfalls Saudi-Arabien. |          |
| Crazy Caterpillar | Familienachterbahn, Big Apple       | unbekannt                   | 2005             | 2005              | War nur kurze Zeit im Park. |          |
| Crazy Mouse       | Wilde Maus, Spinning Coaster        | Reverchon                   | 2015             | 2015              | Eigentümer der Bahn ist der britische Schausteller Darren Matthews. Die Bahn wurde 2002 hergestellt. Die erste stationäre Station der Bahn war von 2002 bis 2004 der Brean Theme Park, wo sie als Crazy Mouse ihre Runden fuhr. Im Jahr 2006 war sie nochmals im Brean Theme Park, bevor sie ins Dreamland kam. Im Jahr 2020 fuhr sie als Crazy Mouse in Funland Theme Park ihre Runden.                                                                                                   |          |
| Cyclone           | Zyklon                              | Pinfari                     | 1970er           | unbekannt         | Befand sich an der Stelle, an der sich zuvor Whirlwind Racer befand. |          |
| Dragon            | Powered Coaster, Familienachterbahn | unbekannt                   | 2004             | 2004              | |          |
| Happy Caterpiller | Familienachterbahn, Big Apple       | unbekannt                   | 2016             | 2016              | Eigentümer der Bahn ist der Schausteller Paul Hart. Die Bahn machte in verschiedenen Parks Halt. Zunächst im Jahr 1990 im National Garden Festival, von 1991 bis 1999 in Frontierland Family Theme Park und von 2003 bis 2004 in Blackpool Pleasure Beach, bevor sie den Halt in Dreamland machte. Danach fuhr die Bahn im Jahr 2017 in South Pier, 2018 im Clarence Pier, 2019 in Kidz Island und seit 2022 in Fun Land.                                                                  |          |
| Ladybird          | Familienachterbahn                  | Zierer Rides                | 1986 oder früher | 1998              | |          |
| Looping Star      | Stahlachterbahn mit Inversion       | Schwarzkopf                 | 1981             | 1994              | Nach dem Aufenthalt in Dreamland befand die Bahn sich von 1995 bis 1998 als Thunder Loop Express in Loudoun Castle. Von 2001 bis 2009 fuhr sie als Looping Star in Holnemvolt Park, Ungarn, ihre Runden, bevor sie nach Lion Park Resort, Botswana, kam und dort seit 2011 als Gwazi ihre Runden fährt. |          |
| Looping Star      | Zyklon mit Inversion                | Pinfari                     | 1999 oder früher | zw. 1999 und 2001 | Ursprünglich 1987 als Looping Star in Craig Tara Holiday Park und fuhr dort bis 1999. Nach dem Aufenthalt in Dreamland kam die Bahn 2001 nach Camelot Theme Park und fuhr dort bis 2006 als Gauntlet. Im März 2008 machte sie kurz Halt in Pleasureland Southport, bevor sie 2009 nach Playground Varna, Bulgarien, kam und dort bis 2012 oder 2013 als Roller Coaster fuhr. Seit 2012 oder 2013 befindet sie sich als Loop Max Adrenaline in Luna Park Sunny Beach (ebenfalls Bulgarien). |          |
| Looping Star      | Stahlachterbahn mit Inversion       | Schwarzkopf                 | 2001             | 2002              | Auch diese Bahn machte in mehreren Parks Halt. In den 1980er Jahren fuhr sie in OK Corral, Frankreich, von 1986 bis 1988 in Ocean Beach Amusement Park und von 1989 bis 2000 in Camelot Theme Park, bevor sie nach Dreamland kam. Danach fuhr sie von 2003 bis 2010 in Loudoun Castle und seit 2017 fährt sie in Dalmaland, Kroatien. |          |
| Magic Mouse       | Wilde Maus, Spinning Coaster        | Reverchon                   | 2017             | 2018              | Ursprünglich 2000 in Fantasy Island als Fantasy Mouse eröffnet und fuhr dort bis 2016. Nach dem Aufenthalt in Dreamland kam sie 2018 wieder nach Fantasy Island und fuhr dort bis 2020 als Ice Mountain, wobei sie im Eröffnungsjahr den Namen Magic Mouse innehatte. |          |
| Pinball X         | Wilde Maus, Spinning Coaster        | Zamperla                    | 2018             | 2020              | Fährt seit 2021 in Flamingo Park als Pinball X ihre Runden. |          |
| Racing Coaster    | Holzachterbahn                      | unbekannt                   | 1922 oder 1923   | 1975              | Fuhr bis in die 1930er Jahre unter dem Namen Velvet Coaster. |          |
| Whirlwind Racer   | Powered Coaster                     | unbekannt                   | 1958 oder früher | 1958 oder später  | Früherer Name war Racing Coaster. |          |
| Wild Mouse        | Wilde Maus                          | Maurer Rides                | 1998 oder früher | 2004              | Fuhr anschließend von 2005 bis 2009 als Rat in Loudoun Castle, von 2010 bis 2016 als Holly's Wilde Autofahrt im Holiday Park und befindet sich seit 2017 als Käpt'n Jack's Wilde Maus im Eifelpark. |          |
| unbekannter Name  | Familienachterbahn, Big Apple       | DAL Amusement Rides Company | 2006             | 2006              | Befand sich anschließend von 2007 bis 2017 als Crazy Worm in Old MacDonald's Farm und fährt seit 2017 als Caterpillar Coaster in Primrose Valley Holiday Park ihre Runden. |          |
| unbekannter Name  | Holzachterbahn, Wilde Maus          | unbekannt                   | nie eröffnet     | nie eröffnet      | Diese hölzerne Wilde Maus wurde ursprünglich 1960 als Runaway Mine Train in Frontierland Family Theme Park eröffnet und fuhr dort bis 1999. Von 2000 bis 2006 befand sie sich als King Solomon's Mines in Southport Pleasureland, bevor sie nach Dreamland kam. Dort wurde sie allerdings nie aufgebaut, befand sich aber noch eingelagert bis 2019 im Park. |          |